# Alberto Fratini
Alberto Fratini (Genova, 23 febbraio 1953 – Imperia, 15 ottobre 2019) è stato un compositore, musicista e cantante italiano di musica popolare e genere folk in lingua genovese.
Cantava in dialetto e in italiano portando il suo contributo alla diffusione e al recupero del dialetto ligure – e genovese in particolare – e delle tradizioni regionali all'interno dei suoi spettacoli, televisivi e di piazza.

## Biografia
Nasce a Genova il 23 febbraio del 1953 e all'età di dieci anni si esibisce cantando, accompagnato alla chitarra dal papà musicista, in manifestazioni e concorsi locali ed inizia lo studio di chitarra e pianoforte. Nel 1970 con Ferdinando Andrei fonda il complesso musicale "37º Parallelo" e incide il suo primo 45 giri, con due canzoni di sua composizione, alla casa discografica Fonit Cetra.
Nel 1971 insieme a Loredana Perasso inizia un lungo periodo di attività nel Nord Italia con le Orchestre di Liscio dei Maestri Zanti e Camoirano e successivamente partecipa a numerosi concorsi per voci nuove, vincendo per due volte consecutive il "Festival Primavera" di Genova presentato da Corrado Mantoni con l'Orchestra di Sandro Giacobbe.
Nel 1972 inizia la collaborazione con il Maestro Natale Romano cantando nella trasmissione radiofonica "Le illustri sconosciute" interpretando brani inediti della canzone genovese, come ospite alle celebrazioni del 50º Anniversario della Rai di Genova, ha partecipato come cantante alla rivista musicale in dialetto genovese " O Te s'astrenze o cheu" incidendo il suo secondo 45 giri registrato presso lo "Studio G" di Aldo De Scalzi contenente le quattro canzoni della Rivista. Ha inoltre partecipato per due anni consecutivi come cantante nelle musiche della rivista musicale della Compagnia goliardica Mario Baistrocchi.
Dal 1982 al 1992 ha partecipato alla 1ª, 2ª, 3ª rassegna dei Cantautori Dialettali Liguri e al 1 e 2º Festival della canzone dialettale Tabarchinn-a di Carloforte. Nel 1995 ha partecipato come rappresentante dell'Italia al 1° Cairo International Song Festival del Cairo. Nel 1997 e 2000 partecipa come rappresentante della Liguria al 1º e 4º Festival Nazionale della Canzone dialettale di Ospedaletti presentato da Daniele Piombi dove ha ricevuto, oltre al secondo posto, il premio della critica dalla giuria presieduta dal Maestro Tony De Vita.
Nel 2002 incide insieme a Loredana Perasso il CD Emigrantes de terra nostra per la Sony Music distribuito sul mercato dell'America meridionale contenente le più belle canzoni del repertorio dialettale genovese e alcune sue composizioni dialettali, destinato ai numerosi emigranti liguri presenti sul territorio. Nel 2010 ha realizzato insieme all'editore Giuseppe Garibbo un CD contenente brani scritti e interpretati da lui, tratti dalle commedie dialettali di Gilberto Govi.

## Discografia

### Album in studio
- 1977 – Liscio Euterpe (musicassetta), Manuela/Il Re del tango/Sono felice
- 1978 – Revival e novità (musicassetta), Non piangerò/Gocce d'anima
- 1981 – Genoa Folk 81 (33 giri), Coae d'amou/E due remme lentamente
- 1983 – A mae cittae (musicassetta)
- 1985 – A l'ea dedica solo a ti quella so idea (musicassetta)
- 1990 – I miei anni 70 (musicassetta)
- 1994 – Na branca de amixi (musicassetta), Zena bagna
- 1995 – Ma se ghe penso
- 1997 – Anna
- 2000 – Emigrantes de terra nostra
- 2007 – Malinconia amorosa
- 2010 – A vitta a va

### Singoli
- 1970 – Hai guardato mai/Tu sei molto bella (45 giri)
- 1975 – O te s'astrenze o cheu/Noiatri de Zena/Vegni a Zena a loua/Ricordi Ninetta (45 giri), brani tratti dalla rivista musicale in lingua genovese